# Magnetit
Magnetita se ne sme zamenjati z magnezitom ali maghemitom.
Magnetit je ferimagneten mineral s kemijsko formulo Fe3O4 in eden od železovih oksidov, ki spada v spinelno skupino.  Njegovo popolno ime (IUPAC) je železov(II,III) oksid, običajno komercialno ime pa fero-feri oksid. Njegovo formulo se lahko zapiše tudi kot FeO.Fe2O3 kar pomeni, da je sestavljen iz enega dela wüstita (FeO) in enega dela hematita (Fe2O3). V magnetitu je železo v dveh oksidacijskih stanjih in ni trdna raztopina obeh oksidov. Curiejeva temperatura magnetita je 585 °C (858 K).

## Lastnosti
Magnetit je najbolj magneten od vseh poznanih mineralov na Zemlji. Naravno namagneteni kosi magnetita, imenovani magnetovec, so se uporabljali kot prvi magnetni kompas. Magnetit je značilen nosilec dominantnega magnetnega zapisa v kamninah, zato je ključno orodje v paleomagnetizmu, zanosti ki je pomembna za odkrivanje in razumevanje tektonike plošč in kot zgodovinski podatek za magnetohidrodinamiko in druga področja znanosti. Podrobno so se preučevale tudi povezave med magnetitom in drugimi železovimi oksidnimi minerali, na primer ilmenitom, hematitom in ulvospinelom, ker zapletene reakcije med temi minerali in kisikom vplivajo na to, kako in kdaj bo magnetit ohranil zapis o Zemljinem magnetnem polju. 
Magnetit je zelo pomemben za razumevanje pogojev, v katerih so se tvorile in razvijale  kamnine. Magnetit reagira s kisikom in tvori hematit, oba skupaj pa tvorita pufer, ki lahko  regulira fugasnost kisika. Magmatske kamnine običajno vsebujejo zrna dveh trdnih raztopin: magnetita in ulvospinela ter ilmenita in hematita. Sestava obeh raztopin se uporablja za izračunavanje, kako oksidirajoča je bila magma, se pravi za izračun fugasnosti kisika v magmi. V magmah so odkrili vrsto oskidacijskih pogojev, oksidacijsko stanje pa pomaga določiti, kako bi se magme lahko razvile s frakcionirno kristalizacijo. 
Drobna zrna magnetita se pojavljajo v skoraj vseh magmatskih in metamorfnih kamninah in mnogih sedimentnih kamninah. V mnogih magmatskih kamninah so se iz magme skupaj izločala zrna bogata z magnetitom, in zrna bogata z ilmenitom. Magnetit nastaja tudi s serpentinizacijo peridotitov in dunitov.
Magnetit je pomembna sestavina železovih rud.

## Nahajališča
Magnetit se včasih v velikih količinah pojavlja v obalnih peščinah. Takšni tako imenovani črni,  mineralni ali železovi peski so na več mestih v Kaliforniji in na zahodni obali Nove Zelandije. Magnetit so na obalo prinesle reke, valovi in morski tokovi pa so ga skoncentrirali na posameznih mestih.
Velike količine magnetita so tudi v pasnatih železovih rudah. Te sedimentne kamnine so v zemeljski zgodovini blažile spremembe vsebnosti kisika v atmosferi.
Velika ležišča magnetita so v Atacami v Čilu, Kiruni na Švedskem, Pilbari v zahodni Avstraliji in Adirondacku v ZDA. Ležišča magnetita so tudi na Norveškem, v Nemčiji, Italiji, Švici, Južni Afriki, Indiji, Mehiki in nekaterih državah ZDA. Leta 2005 so odkrili velika nahajališča magnetitnega peska v Peruju. Peščine imajo površino 250 km2. Najdebelejši sloj je debel več kot 2000 m. Pesek vsebuje 10 % magnetita.

## Biološka nahajališča
Kristale magnetita so odkrili v nekaterih bakterijah, na primer v magnetospirillum magnetotacticum, in možganih čebel, termitov, rib, nekaterih ptičev, na primer golobov, in človeka. Kristali so najbrž vključeni v magnetorecepcijo, se pravi v sposobnost občutka za polarnost ali inklinacijo zemeljskega magnetnega polja oziroma sposobnost za orientacijo. 
Nekateri hitoni imajo zobe na strgačah iz magnetita, kar je izjemen primer v živalskem svetu. Njihove strgače so zato izjemno abrazivne in primerne za strganje hrane s kamnin.
Preučevanje biomagnetizma se je začelo z odkritji paleoekologa Heinza A. Lowenstama na Kalifornijskem inštitutu za tehnologijo v 1960. letih.

## Priprava magnetita kot ferofluida
Magnetit kot ferofluid se lahko pripravi laboratorijsko po Massartovi metodi z mešanjem železovega(II) klorida (FeCl2) in železovega(III) klorida (FeCl3) v prisotnosti natrijevega hidroksida (NaOH).
Magnetit se lahko pripravi tudi s kemičnim soobarjanjem iz zmesi 0,1 M raztopine FeCl3•6H2O in FeCl2•4H2O med intenzivnim mešanjem s približno 2000 obrati na minuto. Molsko razmerje FeCl3:FeCl2 je lahko 2:1. Raztopino se segreje na 70 °C, število obratov mešala takoj poveča na 7500/min in hitro doda 10 vol% amonijev hidroksid (NH4OH). Po dodatku amonijevega hidroksida se tvori temna oborina nanodelcev magnetita. 

## Uporaba magnetita kot sorbenta
Magnetitni prah učinkovito odstrani arzenove(III) in arzenove(V) ione iz vode. Zmanjšanje velikosti delcev s 300 na 12 nm približno dvesto krat poveča njegovo učinkovitost. Z arzenom kontaminirana pitna voda je velik problem, ki bi se lahko odpravil z uporabo magnetita kot sorbenta.

## Uporaba v industriji
Magnetit se zaradi stabilnosti pri visokih temperaturah uporablja kot prevleka cevi v parnih kotlih. Magnetitni sloj se tvori po kemični obdelavi na primer s hidrazinom.